# Стрешнев, Иван Фёдорович Меньшой
 Иван Фёдорович Стрешнев Меньшой (ум. после 1675) — стольник и окольничий. Младший (третий) сын боярина и воеводы Фёдора Степановича Стрешнева (ум. 1647). Двоюродный брат царицы Евдокии Лукьяновны Стрешневой, второй жены царя Михаила Фёдоровича.

## Биография
В 1631 году упоминается в чине стольника. В 1645 году И. Ф. Стрешнев Меньшой был в «поднощиках» царю и царевичу. Получил 389 рублей за принос золотых.
В 1654 году Иван Фёдорович Меньшой Стрешнев участвовал в смоленском походе русской армии под предводительством царя Алексея Михайловича. С вестью о взятии Дорогобужа был отправлен царем к патриарху Никону, царице Марии Ильиничне и царевичу Алексею Алексеевичу.
В 1656 году был пожалован в окольничие. Во время похода царя Алексея Михайловича к Смоленску был оставлен у царевен. 23 мая царь писал своим сестрам из Вязьмы: «А грамоты кому изволите, тому и велите писать; а подьячему и дьяку писать непригоже; а окроме бы тех, которые оставлены у вас, никто бы не писал».
2 сентября 1656 года по царскому указу, было велено выдать из Разряда списки «всяким чином служилым людем» тем окольничим, которые назначены быть у «городового дела». Сотенные списки всех стольников и московских дворян велено отдать Ивану Фёдоровичу Стрешневу Меньшому и дьяку Семену Землину.
18 сентября 1674 года И. Ф. Стрешнев присутствовал при приёме царем астраханского мурзы Мамет-Делия. 4 октября того же года он был в числе тех лиц, которых царь пожаловал водкой.
В 1675 году окольничий И. Ф. Стрешнев ездил за старшими царевнами во время их поездки на Воробьёвы горы.